# Fórmula de Faulhaber
En Matemáticas, la fórmula de Faulhaber, en honor de Johann Faulhaber, expresa la suma de las potencias de los primeros n números naturales
{\displaystyle \sum _{k=1}^{n}k^{p}=1^{p}+2^{p}+3^{p}+\cdots +n^{p}}
como un polinomio en n de grado {\displaystyle (p+1)} cuyos coeficientes se construyen a partir de los números de Bernoulli: {\displaystyle B_{j}}.
La fórmula es la siguiente:
{\displaystyle \sum _{k=1}^{n}k^{p}={1 \over p+1}\sum _{j=0}^{p}{p+1 \choose j}B_{j}n^{p+1-j}\qquad \left({\mbox{con }}B_{1}=+{1 \over 2}{\mbox{ en vez de }}-{1 \over 2}\right)}
Faulhaber no conoció nunca esta fórmula general; lo que sí conoció fueron al menos los primeros 17 casos y el hecho de que, si el exponente es impar, entonces la suma es una función polinomial de la suma en el caso especial en el que el exponente sea 1. También hizo algunas generalizaciones (véase Knuth).
La demostración de la fórmula de Faulhaber se puede encontrar en The Book of Numbers de John Horton Conway y Richard Guy.

## Los primeros casos
{\displaystyle 1+2+3+\cdots +n={n(n+1) \over 2}={n^{2}+n \over 2}}
{\displaystyle 1^{2}+2^{2}+3^{2}+\cdots +n^{2}={n(n+1)(2n+1) \over 6}={2n^{3}+3n^{2}+n \over 6}}
{\displaystyle 1^{3}+2^{3}+3^{3}+\cdots +n^{3}=\left({n^{2}+n \over 2}\right)^{2}={n^{4}+2n^{3}+n^{2} \over 4}}
{\displaystyle 1^{4}+2^{4}+3^{4}+\cdots +n^{4}={6n^{5}+15n^{4}+10n^{3}-n \over 30}}
{\displaystyle 1^{5}+2^{5}+3^{5}+\cdots +n^{5}={2n^{6}+6n^{5}+5n^{4}-n^{2} \over 12}}
{\displaystyle 1^{6}+2^{6}+3^{6}+\cdots +n^{6}={6n^{7}+21n^{6}+21n^{5}-7n^{3}+n \over 42}}

## Forma alternativa
Si el índice de suma de la serie va desde 1 hasta {\displaystyle n-1} en vez desde 1 hasta n, estas fórmulas se modifican de tal manera que el único cambio es que tomamos {\displaystyle B_{1}=-1/2} en vez de +1/2 (es decir, en este caso en la fórmula sólo intervienen números de Bernoulli); así, el segundo término de mayor orden en todos los resultados anteriores cambia el signo de suma por el de diferencia.

## Relación con los polinomios de Bernoulli
La fórmula de Faulhaber se puede escribir en función de los polinomios de Bernoulli así:
{\displaystyle \sum _{k=1}^{n}k^{p}={\frac {B_{p+1}(n+1)-B_{p+1}(1)}{p+1}},}

## Forma Umbral
En el cálculo umbral clásico, se trata formalmente a los índices j en una secuencia {\displaystyle B_{j}} como si estos fueran exponentes. Haciendo esto, y siempre considerando la variante {\displaystyle B_{1}={\frac {1}{2}}}, podemos aplicar el teorema del binomio y obtener:
{\displaystyle \sum _{k=1}^{n}k^{p}={1 \over p+1}\sum _{j=0}^{p}{p+1 \choose j}B_{j}n^{p+1-j}={1 \over p+1}\sum _{j=0}^{p}{p+1 \choose j}B^{j}n^{p+1-j}}
{\displaystyle ={(B+n)^{p+1}-B^{p+1} \over p+1}.}
En el cálculo umbral moderno, se construye el funcional lineal T en el espacio vectorial de polinomios en una variable b dada por:
{\displaystyle T(b^{j})=B_{j}.\,}
Entonces se obtiene
{\displaystyle \sum _{k=1}^{n}k^{p}={1 \over p+1}\sum _{j=0}^{p}{p+1 \choose j}B_{j}n^{p+1-j}={1 \over p+1}\sum _{j=0}^{p}{p+1 \choose j}T(b^{j})n^{p+1-j}}
{\displaystyle ={1 \over p+1}T\left(\sum _{j=0}^{p}{p+1 \choose j}b^{j}n^{p+1-j}\right)=T\left({(b+n)^{p+1}-b^{p+1} \over p+1}\right).}

## Polinomios de Faulhaber
Faulhaber observó que, si p es impar, entonces
{\displaystyle 1^{p}+2^{p}+3^{p}+\cdots +n^{p}\,}
es un polinomio en a, donde a es la suma de los n primeros naturales:
{\displaystyle a=1+2+3+\cdots +n.\,}
En particular se tiene:
{\displaystyle 1^{3}+2^{3}+3^{3}+\cdots +n^{3}=a^{2}\,}
{\displaystyle 1^{5}+2^{5}+3^{5}+\cdots +n^{5}={4a^{3}-a^{2} \over 3}}
{\displaystyle 1^{7}+2^{7}+3^{7}+\cdots +n^{7}={12a^{4}-8a^{3}+2a^{2} \over 6}}
{\displaystyle 1^{9}+2^{9}+3^{9}+\cdots +n^{9}={16a^{5}-20a^{4}+12a^{3}-3a^{2} \over 5}}
{\displaystyle 1^{11}+2^{11}+3^{11}+\cdots +n^{11}={32a^{6}-64a^{5}+68a^{4}-40a^{3}+5a^{2} \over 6}.}
La primera de estas identidades es el teorema de Nicomachus. Algunos autores llaman a los polinomios de la derecha de estas identidades "polinomios de Faulhaber en a".

## Método por Recurrencia Integral
Las sumas de las m-ésimas potencias de los primeros números naturales, están dadas por polinomios de grado m+1, y las fórmulas para potencias mayores se deducen y demuestran en, esto es la siguiente recurrencia integral:
{\displaystyle {\frac {S_{m+1}(n)}{m+1}}=\int _{0}^{n}S_{m}(t)dt-n\int _{-1}^{0}S_{m}(t)dt,\quad {\text{ para todo }}m\geq 0.}
Aplicando la recurrencia anterior, tras algunos cálculos, se obtienen los polinomios:
{\displaystyle S_{0}(n)=n,}
{\displaystyle S_{1}(n)={\cfrac {n^{2}}{2}}+{\cfrac {n}{2}},}
{\displaystyle S_{2}(n)={\cfrac {n^{3}}{3}}+{\cfrac {n^{2}}{2}}+{\cfrac {n}{6}},}
{\displaystyle S_{3}(n)={\cfrac {n^{4}}{4}}+{\cfrac {n^{3}}{2}}+{\cfrac {n^{2}}{4}},}
{\displaystyle S_{4}(n)={\cfrac {n^{5}}{5}}+{\cfrac {n^{4}}{2}}+{\cfrac {n^{3}}{3}}-{\cfrac {n}{30}},}
{\displaystyle S_{5}(n)={\cfrac {n^{6}}{6}}+{\cfrac {n^{5}}{2}}+{\cfrac {5n^{4}}{12}}-{\cfrac {n^{2}}{12}}.}

## Método con matrices
Ejemplo con matrices de 7x7 fácilmente generalizables teniendo en cuenta el triángulo de Pascal
{\displaystyle {\begin{pmatrix}1&0&0&0&0&0&0\\-1&2&0&0&0&0&0\\1&-3&3&0&0&0&0\\-1&4&-6&4&0&0&0\\1&-5&10&-10&5&0&0\\-1&6&-15&20&-15&6&0\\1&-7&21&-35&35&-21&7\\\end{pmatrix}}^{-1}={\begin{pmatrix}1&0&0&0&0&0&0\\{1 \over 2}&{1 \over 2}&0&0&0&0&0\\{1 \over 6}&{1 \over 2}&{1 \over 3}&0&0&0&0\\0&{1 \over 4}&{1 \over 2}&{1 \over 4}&0&0&0\\{-{1 \over 30}}&0&{1 \over 3}&{1 \over 2}&{1 \over 5}&0&0\\0&{-{1 \over 12}}&0&{5 \over 12}&{1 \over 2}&{1 \over 6}&0\\{1 \over 42}&0&{-{1 \over 6}}&0&{1 \over 2}&{1 \over 2}&{1 \over 7}\end{pmatrix}}}.
{\displaystyle {\begin{pmatrix}\sum _{k=1}^{n}k^{0}\\\sum _{k=1}^{n}k^{1}\\\sum _{k=1}^{n}k^{2}\\\sum _{k=1}^{n}k^{3}\\\sum _{k=1}^{n}k^{4}\\\sum _{k=1}^{n}k^{5}\\\sum _{k=1}^{n}k^{6}\end{pmatrix}}={\begin{pmatrix}1&0&0&0&0&0&0\\{1 \over 2}&{1 \over 2}&0&0&0&0&0\\{1 \over 6}&{1 \over 2}&{1 \over 3}&0&0&0&0\\0&{1 \over 4}&{1 \over 2}&{1 \over 4}&0&0&0\\{-{1 \over 30}}&0&{1 \over 3}&{1 \over 2}&{1 \over 5}&0&0\\0&{-{1 \over 12}}&0&{5 \over 12}&{1 \over 2}&{1 \over 6}&0\\{1 \over 42}&0&{-{1 \over 6}}&0&{1 \over 2}&{1 \over 2}&{1 \over 7}\end{pmatrix}}{\begin{pmatrix}n\\n^{2}\\n^{3}\\n^{4}\\n^{5}\\n^{6}\\n^{7}\end{pmatrix}}={\begin{pmatrix}n\\{1 \over 2}n+{1 \over 2}n^{2}\\{1 \over 6}n+{1 \over 2}n^{2}+{1 \over 3}n^{3}\\{1 \over 4}n^{2}+{1 \over 2}n^{3}+{1 \over 4}n^{4}\\{-{1 \over 30}}n+{1 \over 3}n^{3}+{1 \over 2}n^{4}+{1 \over 5}n^{5}\\{-{1 \over 12}}n^{2}+{5 \over 12}n^{4}+{1 \over 2}n^{5}+{1 \over 6}n^{6}\\{1 \over 42}n{-{1 \over 6}}n^{3}+{1 \over 2}n^{5}+{1 \over 2}n^{6}+{1 \over 7}n^{7}\end{pmatrix}}}